# Anallacta testacea
Anallacta testacea är en kackerlacksart som beskrevs av Lucien Chopard 1952. Anallacta testacea ingår i släktet Anallacta och familjen småkackerlackor.
Artens utbredningsområde är Madagaskar. Inga underarter finns listade i Catalogue of Life.